# کوتیا اولیویرا
کوتیا اولیویرا (انگلیسی: Cátia Oliveira؛ زادهٔ ۱۲ ژوئن ۱۹۹۱) ورزشکار فوتبال اهل برزیل است.